# Eleitor descomprometido

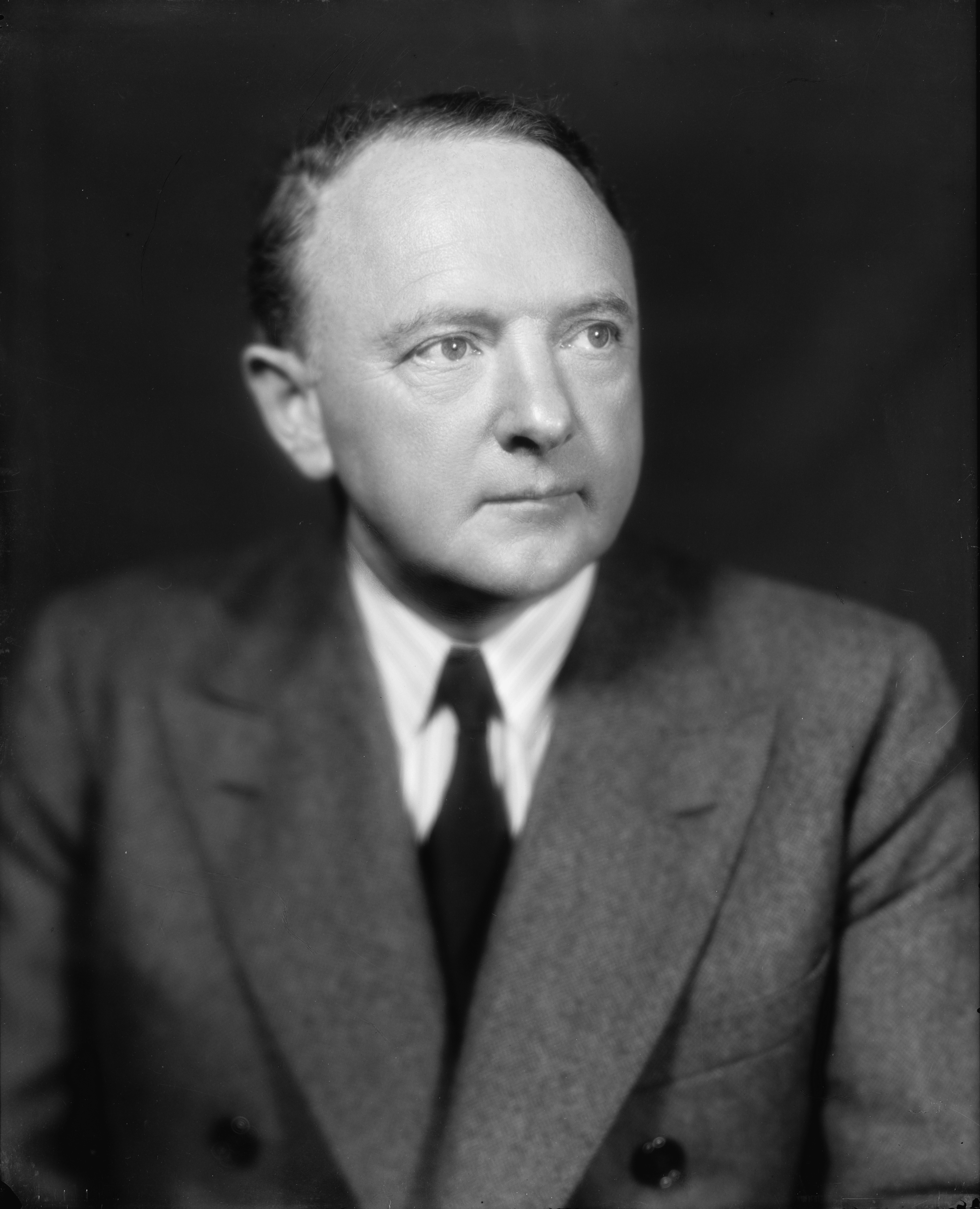
Harry F. Bird, receptor dos únicos votos presidenciais de eleitores descomprometidos eleitos após a Décima Segunda Emenda à Constituição dos Estados Unidos

Nas eleições presidenciais nos Estados Unidos, um eleitor descomprometido (em inglês:  unpledged elector) é uma pessoa eleita para o Colégio Eleitoral sem haver prometido votar em qualquer candidato presidencial ou vice-presidencial, sendo portanto livre para votar no candidato que quiser sem tornar-se um eleitor infiel.

## História
Inicialmente, os membros do Colégio Eleitoral não necessariamente recebiam a obrigação de votarem em candidatos específicos. As eleições de 1789 e 1792 escolheram George Washington unanimemente, não deixando espaço para controvérsia, mas a escolha de Washington em não buscar um terceiro turno resultou em eleições mais concorridas em 1796, incluindo uma disputa pela validade dos apontamentos de eleitores em Vermonte que poderia ter mudado o rumo das eleições. As eleições de 1800 foram ainda mais problemáticas, com seções do Partido Democrata-Republicano buscando sabotar seu próprio candidato vice-presidencial Aaron Burr, resultando em uma eleição contingente.
Os eventos de 1800 resultaram na Décima Segunda Emenda, que por sua vez provocou o costume de os eleitores prometerem votar em candidatos pré-anunciados para presidente e vice-presidente, costume portanto inaugurado nas eleições de 1804. Com o advento em 1832 das convenções nomeadoras, o espaço deliberativo dos membros do Colégio Eleitoral foi ainda mais diminuído, com cédulas eleitorais sendo formadas por partidos antes mesmo das eleições populares, tornando a figura de eleitores descomprometidos totalmente obsoleta, e a de eleitores infiéis, rara.
Nas eleições de 1944, contudo, amplas campanhas por eleitores descomprometidos tiveram seu primeiro ressurgimento no século XX. Embora o Partidos Democratas fosse então dominante no Sul, seu candidato Franklin D. Roosevelt apoiava abertamente a dessegregação e alguns aspectos do New Deal, levando movimentos no Texas (o maior dele, os Regulares do Texas), Mississípi e Carolina do Sul a buscarem eleger eleitores descomprometidos para boicotarem Roosevelt e impedirem que o mesmo formasse a maioria necessária. Embora tenham conseguido maiorias ou ao menos o segundo lugar em diversos condados, com os Regulares do Texas particularmente recebendo 0.3% do voto popular nacional, estes movimentos não conseguiram emplacar quaisquer eleitores.
Razões semelhantes trouxeram às primárias presidenciais democratas de 1956 uma figura de 6.28% de votos descomprometidos, com as eleições presidenciais do mesmo ano chegando a uma figura de 0.32% de eleitores descomprometidos, com particular força na Carolina do Sul, onde tiveram 29.45% dos votos e superaram o próprio incumbente e vitorioso Dwight D. Eisenhower, embora o candidato democrata Adlai Stevenson tenha ficado à frente. Novamente não houve, contudo, eleitores descomprometidos eleitos ao Colégio Eleitoral.
As eleições de 1960 foram as únicas eleições desde a Décima Segunda Emenda em que eleitores descomprometidos foram de fato eleitos para o Colégio Eleitoral, com seis dos onze eleitores do Alabama e todos os oito no Mississípi sendo descomprometidos, em protesto tanto ao candidato democrata (partido ainda dominante na região) John F. Kennedy como ao republicano Richard Nixon. Estes votos, assim como os de um eleitor infiel do Oklahoma prometido a Nixon, foram submetidos a Harry F. Byrd como presidente e Strom Thurmond como vice-presidente, ambos democratas segregacionistas. Levando-se em consideração que, caso Kennedy houvesse perdido em Nova Jérsei e Ilinóis (estados em que venceu por uma vantagem pequena), os eleitores descomprometidos e o infiel teriam indiretamente decidido a eleição em favor de Nixon, a ocasião levou a um clamor popular pela reforma do Colégio Eleitoral, mas não obteve sucesso.